# Dere opacula
Dere opacula là một loài bọ cánh cứng trong họ Cerambycidae.